# Bedrijfsvoorheffing
De bedrijfsvoorheffing is in België een voorschot op de personenbelasting, dat geheven wordt op beroepsinkomsten, vroeger bedrijfsinkomsten genoemd. Dit is de inhouding op het loon of het pensioenbedrag, die door de werkgevers of de pensioendienst aan de belastingdienst doorgestort worden, vergelijkbaar met de loonbelasting in Nederland. De voorheffing wordt dan verrekend met de belastingaangifte en kan worden nagezien via Tax-on-web, waar het meestal vooraf is ingevuld.  
Een andere vorm van bedrijfsvoorheffing is deze die door inrichters van concerten of sportmanifestaties ingehouden moet worden op de gages van buitenlandse artiesten of sportmensen. Deze zogenaamde voorheffing bedraagt 18% en is meteen ook de eindbelasting. Voor deze buitenlanders is er geen aangifte of eindafrekening meer voorzien.